# ジンチョウゲ属
ジンチョウゲ属（ジンチョウゲぞく、学名：Daphne、和名漢字表記：沈丁花属）はジンチョウゲ科の属の一つ。
ジンチョウゲ科は、新しいAPG植物分類体系ではアオイ目に含める。

## 特徴
落葉または常緑の低木。枝はよく分かれる。葉は草質または革質で全縁、葉柄は短く、互生、束生または対生する。花序は頭状花序か短い穂状花序で、頂生または側性する。花は両性または雌雄異株で4-5数性、花弁にみえるのは萼片で、花弁はない。萼は筒状から漏斗状になる。雄蕊は8-10個が2列につき、子房は無柄で卵形になり、花柱はごく短く、柱頭は球形または円板形になる。果実は多汁質の液果で、中に卵形の種子が1個ある。樹皮と果実はときに有毒である。特に海外種のローレルジンチョウゲやセイヨウオニシバリには、ダフネトキシンとメゼレインが含まれており、猛毒である。その中でもローレルジンチョウゲは、地球上の植物の中でもトップクラスの強力な毒を持っている植物として知られている。
ユーラシアと北アフリカに約90種知られる。日本のものは葉が互生し、花は4数性で、6-7種が生育する。

## 種

### 日本の種
- ナニワズ Daphne jezoensis Maxim.
- コショウノキ Daphne kiusiana Miq.
- チョウセンナニワズ Daphne koreana Nakai -絶滅危惧II類(VU)
- カラスシキミ Daphne miyabeana Makino
- ジンチョウゲ（栽培）Daphne odora Thunb.
- オニシバリ Daphne pseudomezereum A.Gray
- フジモドキ（栽培）Daphne genkwa Siebold et Zucc.

### 主な外国の種
- アリサンコショウノキ Daphne arisanensis Hayata
- Daphne chingshuishaniana S.S.Ying
- カラフトナニワズ Daphne kamtschatica Maxim.
- セイヨウオニシバリ Daphne mezereum L.
- モリソンコショウノキ Daphne morrisonensis C.E.Chang
- ヒメコショウノキ Daphne nana Tagawa
- ローレルジンチョウゲ Daphne laureola L.

## ギャラリー

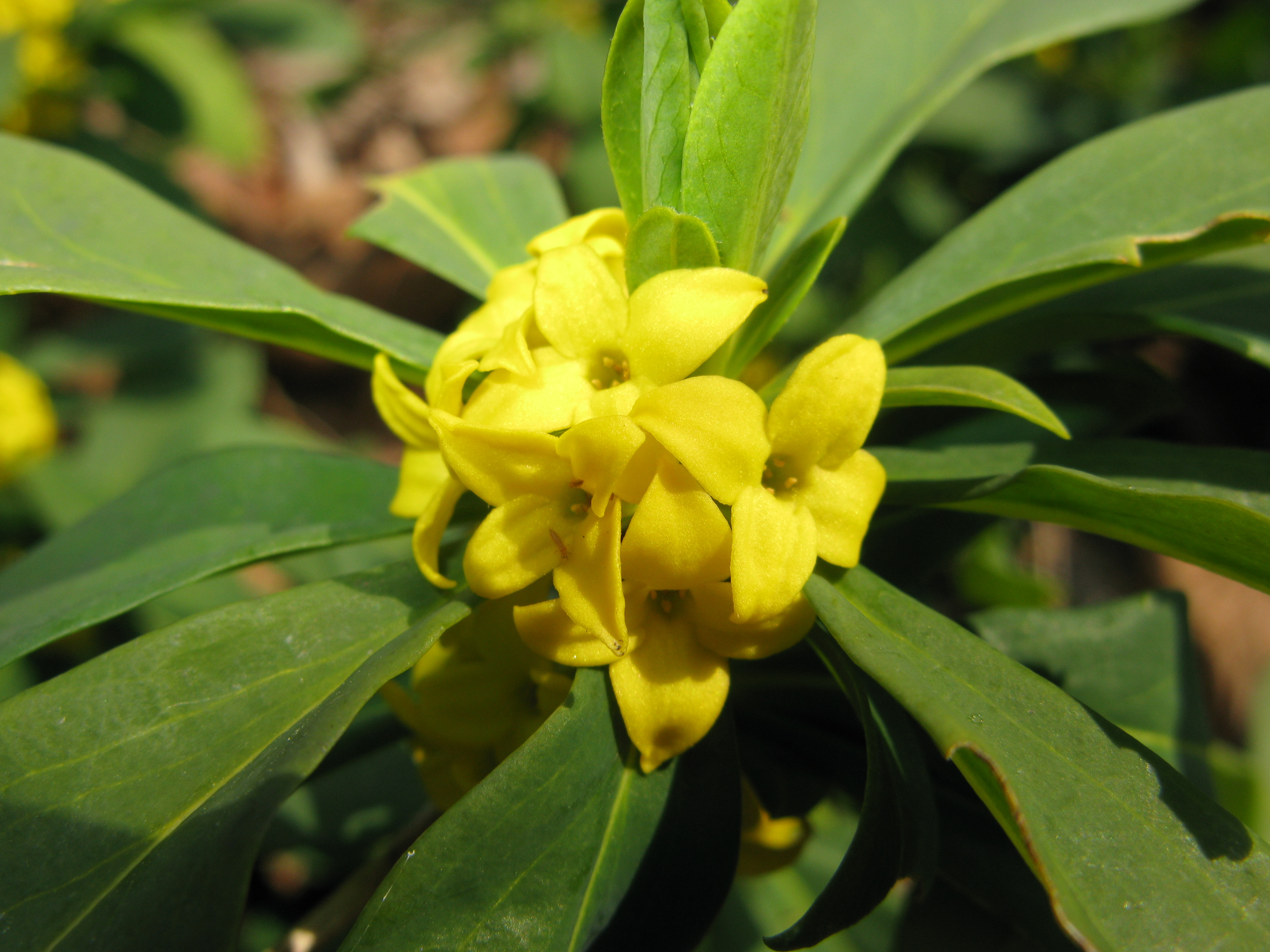
ナニワズ
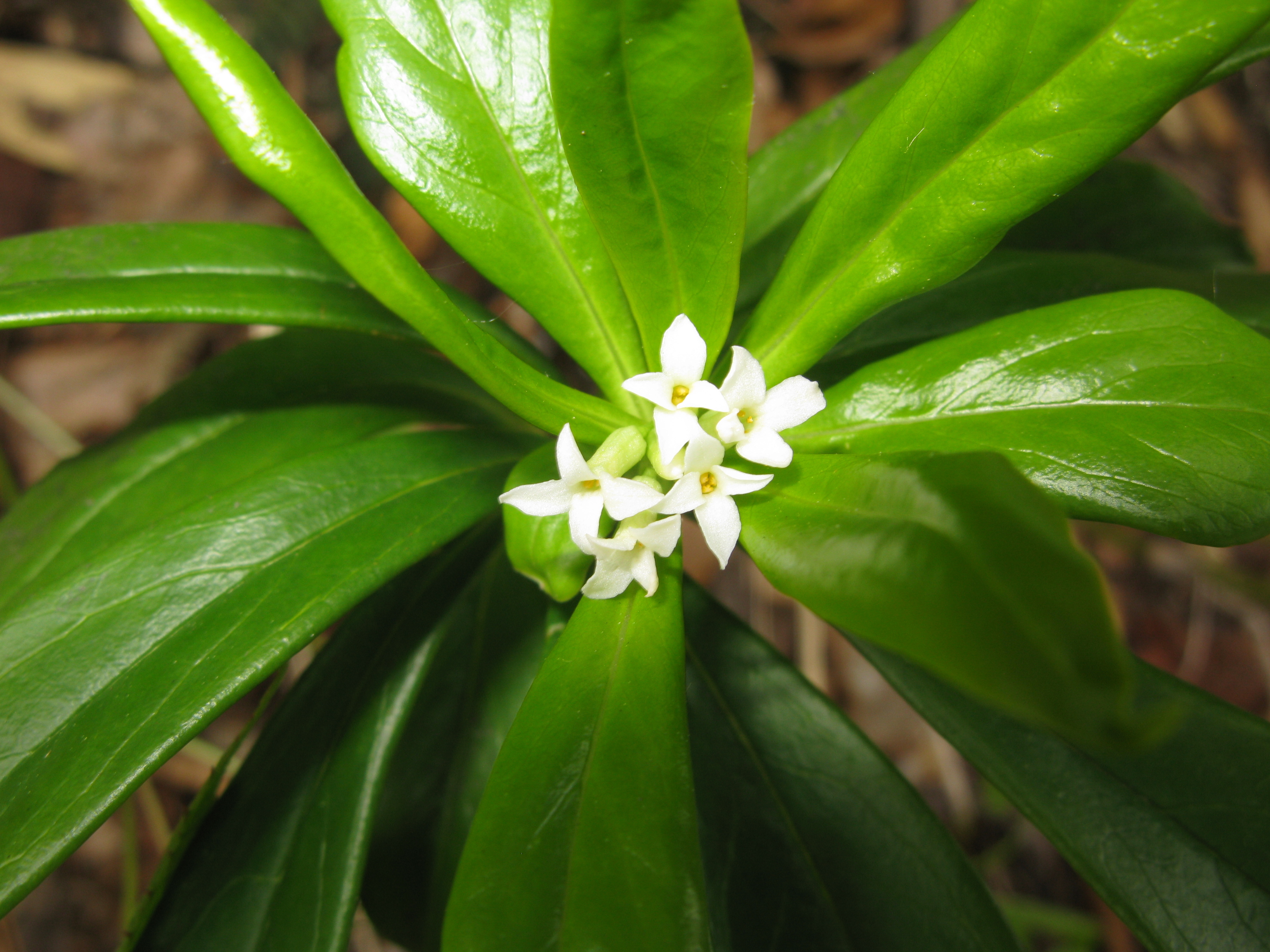
カラスシキミ
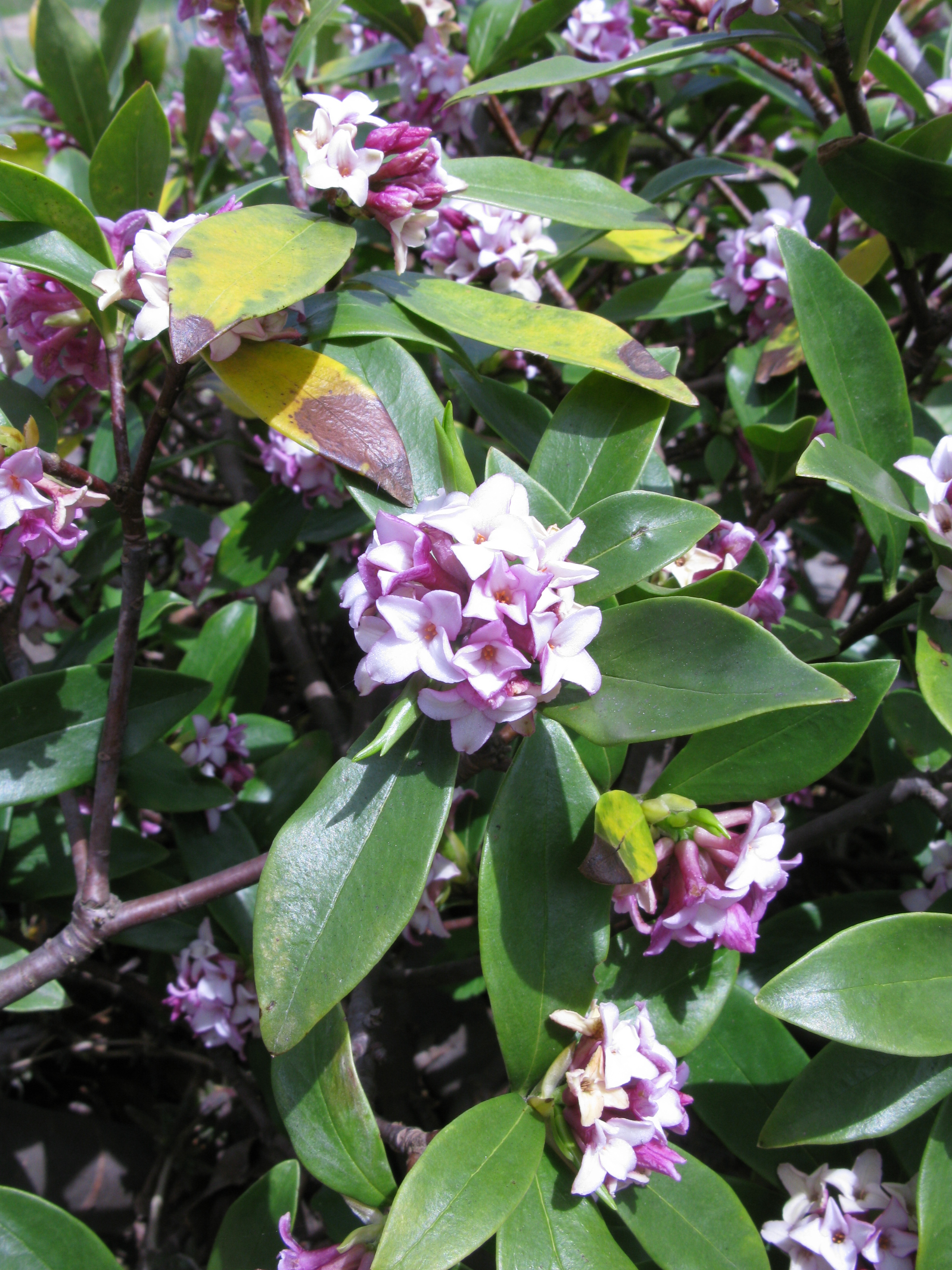
ジンチョウゲ
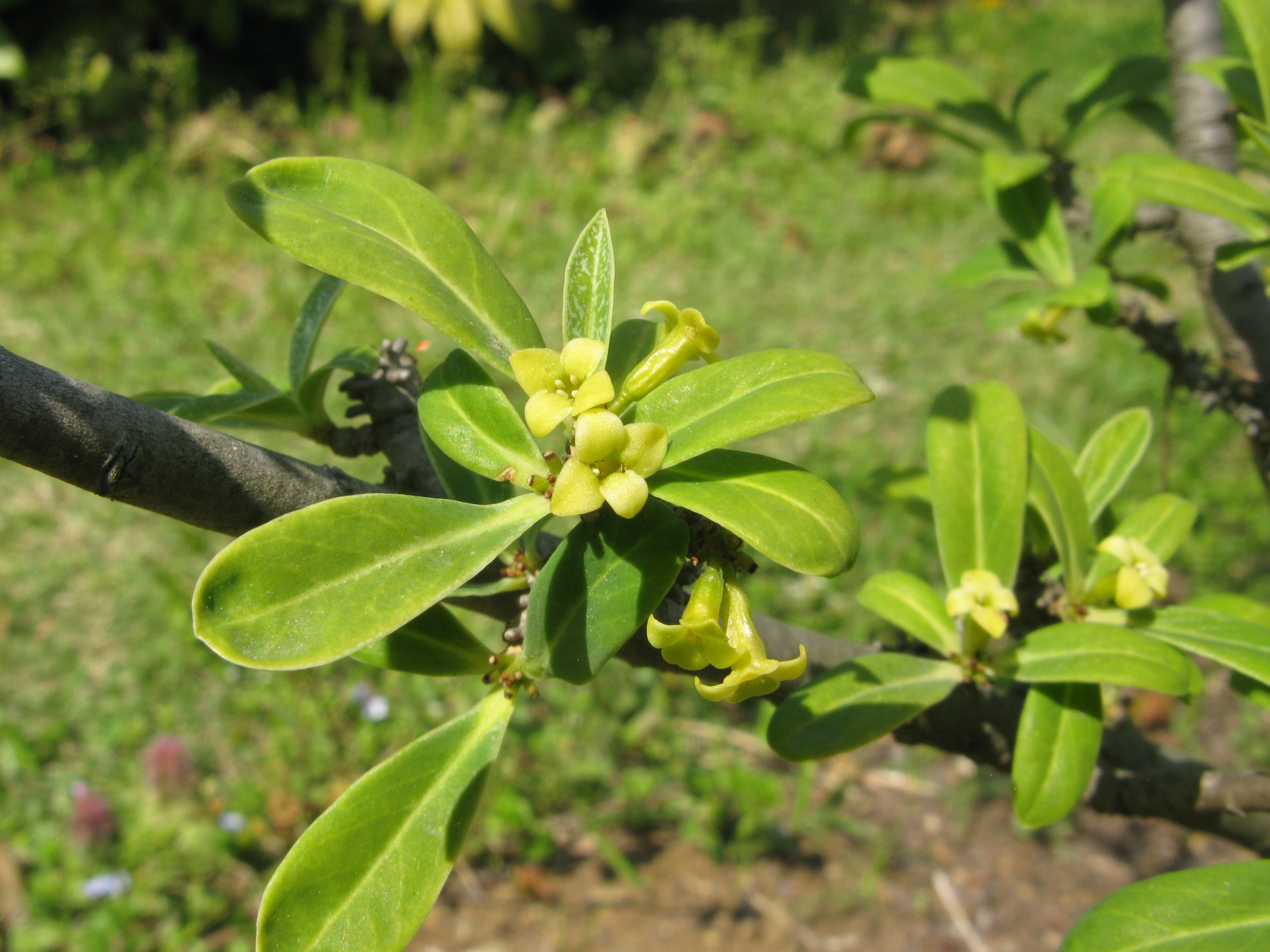
オニシバリ
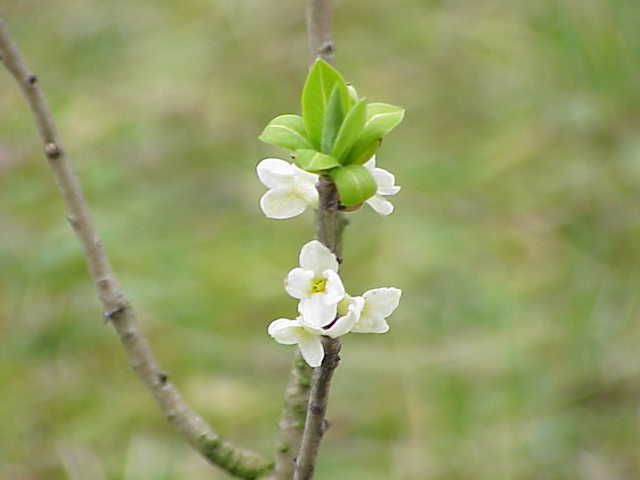
セイヨウオニシバリ
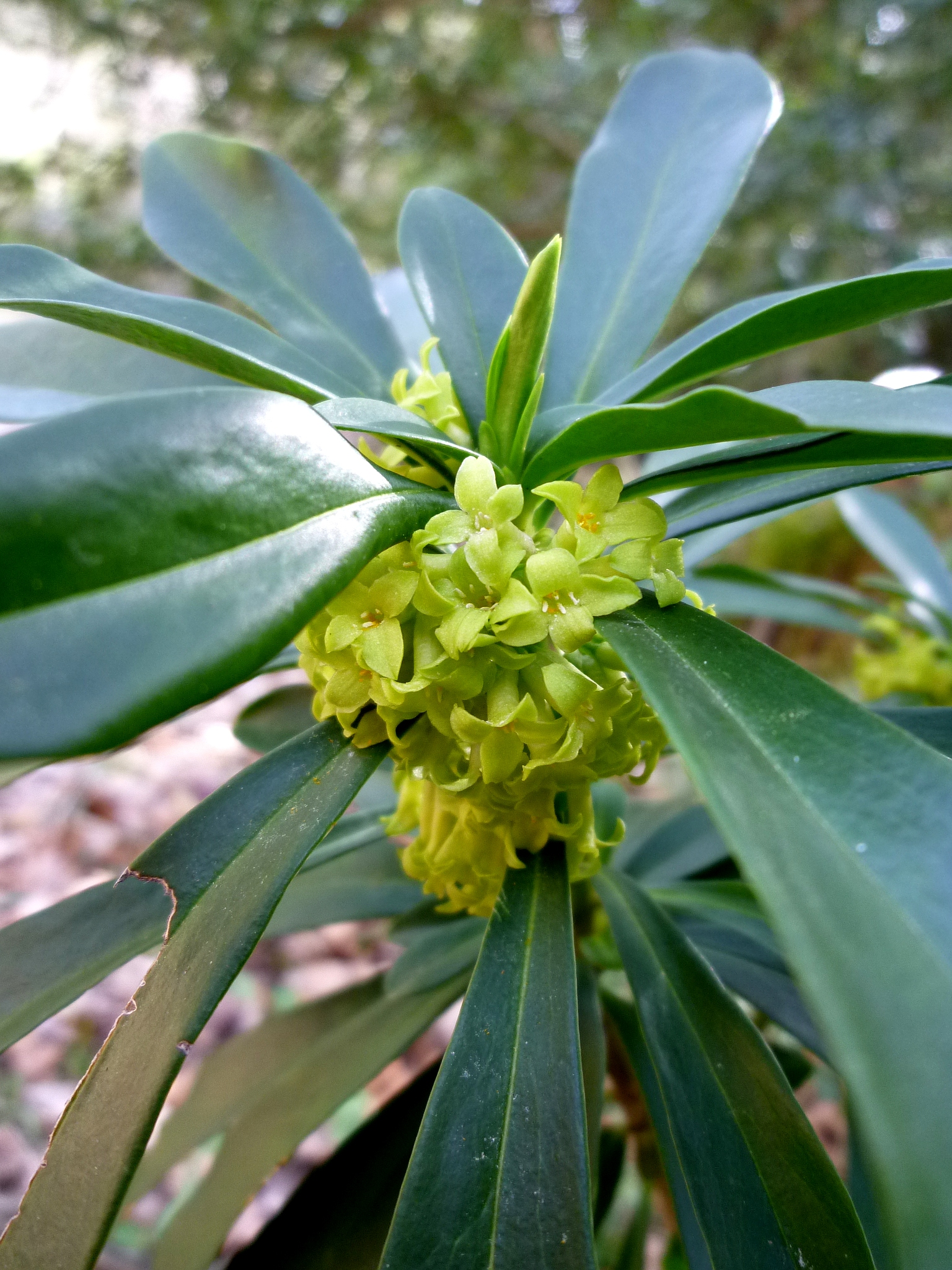
ローレルジンチョウゲ